# Chris Metzen
Chris Metzen, celým jménem Christopher Vincent Metzen (* 22. listopadu 1973), je americký game designer, grafik a komiksový autor známý především svou prací na poli fiktivních světů a skript pro tři hlavní počítačové hry společnosti Blizzard Entertainment: Warcraft, Diablo a StarCraft. V roce 2014 představil další titul s názvem Overwatch. Své obrazy Metzen příležitostně publikoval pod pseudonymem „Thundergod“. Blizzard Entertainment Chrise Metzena najal jako animátora a grafika; jeho první prací pro Blizzard byla spojena s videohrou Justice League Task Force.
Chris Metzen byl od roku 1995 šéf tvůrčího oddělení Blizzardu Entertainment a podílel se na projektech společnosti získáváním dabérů i přispěním ke grafickému designu jednotlivých postav. Mimo Blizzard je Metzen autorem řady komiksových románů z prostředí futuristické druhé americké občanské války. V roce 2016 Blizzard opustil, aby se mohl více věnovat rodině. V prosinci 2022 byl oznámen jeho návrat. V roce 2019 spoluzaložil společnost Warchief Gaming, věnující se deskovým hrám.